# Malizia II
Pour Malizia-Seaexplorer ou Team Malizia, voir Malizia III-Seaexplorer.
Gitana 16 de son nom de baptême, ou Mono60 Edmond de Rothschild de son nom de course, est un 60 pieds IMOCA qui va porter successivement les noms de Malizia II, de Seaexplorer-Yacht Club de Monaco, puis de Fortinet-Best Western.
Il est dessiné par le cabinet VPLP et Guillaume Verdier. Mis à l'eau le 7 août 2015, il est d'abord skippé par Sébastien Josse, avec pour objectif de remporter le Vendée Globe 2016-2017. Gitana 16 fait partie de la génération 2015 des IMOCA, avec Safran II, Banque populaire VIII, StMichel-Virbac, Hugo Boss, et Vento di Sardegna. Ce sont les premiers IMOCA dotés de foils, appendices qui permettent de soulever la coque aux allures portantes afin de réduire la traînée et augmenter la vitesse.
À bord de Gitana 16, Sébastien Josse remporte la Transat Saint-Barth-Port-la-Forêt 2015. En 2016, en troisième position du Vendée Globe, il doit abandonner au sud de l'Australie.
Au début de l'année 2017, le 60 pieds est vendu. Il devient Malizia II, avec pour nom de course Yacht Club de Monaco. Son nouveau skipper est l'Allemand Boris Herrmann. Le 14 août 2019, Greta Thunberg embarque à bord du voilier pour traverser l'Atlantique et se rendre au sommet sur le climat organisé par l’Onu le 23 septembre. En 2020, le bateau devient Seaexplorer-Yacht Club de Monaco. Il termine 5e du Vendée Globe 2020-2021.
En 2021, il passe aux mains de Romain Attanasio, et devient Fortinet-Best Western.

## Caractéristiques et développement
Comme tous les IMOCA de la génération 2015, Gitana 16 est conçu par les architectes Guillaume Verdier et VPLP, en collaboration avec le Gitana Design Team et l'équipe de Jean-Pierre Dick, pour StMichel-Virbac. Construit explicitement pour la victoire dans le Vendée Globe 2016-2017, il est conçu pour être efficace aux allures portantes et tirer un maximum de profit des foils. Ces deux appendices rétractables remplacent les dérives asymétriques dont elles sont une évolution. Au cours des essais, Sébastien Josse constate une perte pouvant aller jusqu'à un nœud aux allures serrées et un gain de deux nœuds au portant.

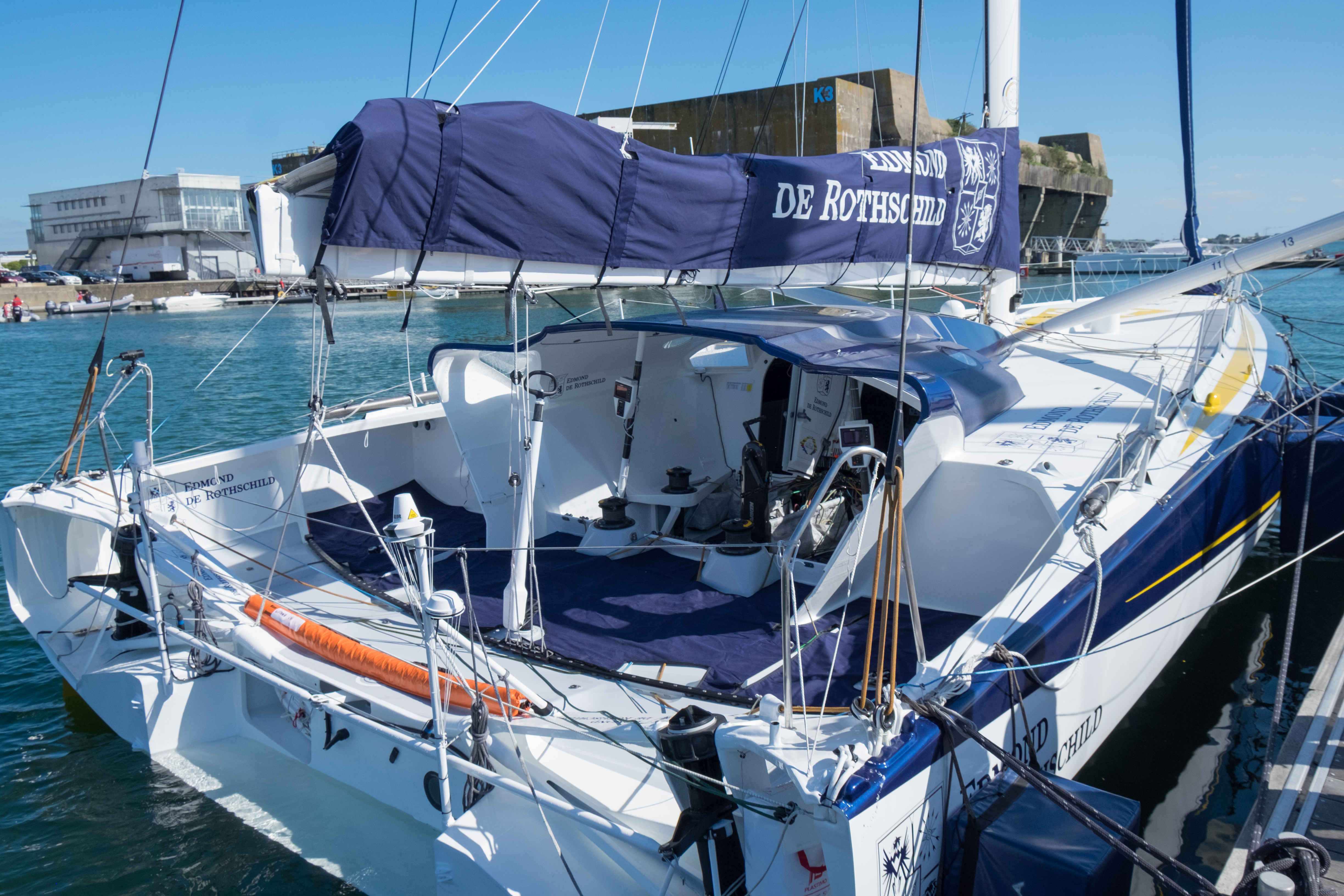
Le large cockpit de Gitana 16, en septembre 2015.

Alors que la carène de Safran II et Banque populaire VIII sont identiques, celle de Gitana 16 est plus étroite et se distingue par une étrave très volumineuse et des lignes très planes, pour augmenter la puissance du voilier. L'objectif est de rendre le bateau performant dans le petit temps et les zones de transitions, afin d'éviter les manœuvres de changement de voile.
À la demande de Sébastien Josse à la suite de son expérience sur les VOR70, le cockpit est particulièrement plat et dégagé, de manière à pouvoir y stocker les voiles et ainsi abaisser et reculer le centre de gravité. Dans le même esprit, le mât, les outriggers et la structure en général sont reculés de 80 centimètres par rapport aux précédents 60 pieds comme Banque populaire ou Macif. Cela permet de soulever l'étrave et d'être efficace au travers et au largue. Sébastien Josse souhaitant passer un maximum de temps sur le pont, le cockpit est particulièrement protégé et peut se fermer par une paroi verticale en plastique. L'essentiel des manœuvres y reviennent et il est configuré pour que le skipper puisse travailler à la navigation, dormir ou préparer ses repas.
Le bateau est mis à l'eau le 7 août 2015, après onze mois de construction au chantier Multiplast de Vannes, pour un coût initial de 4 millions d'euros.

## Historique

### Gitana 16 - Mono60 Edmond de Rothschild

#### 2015

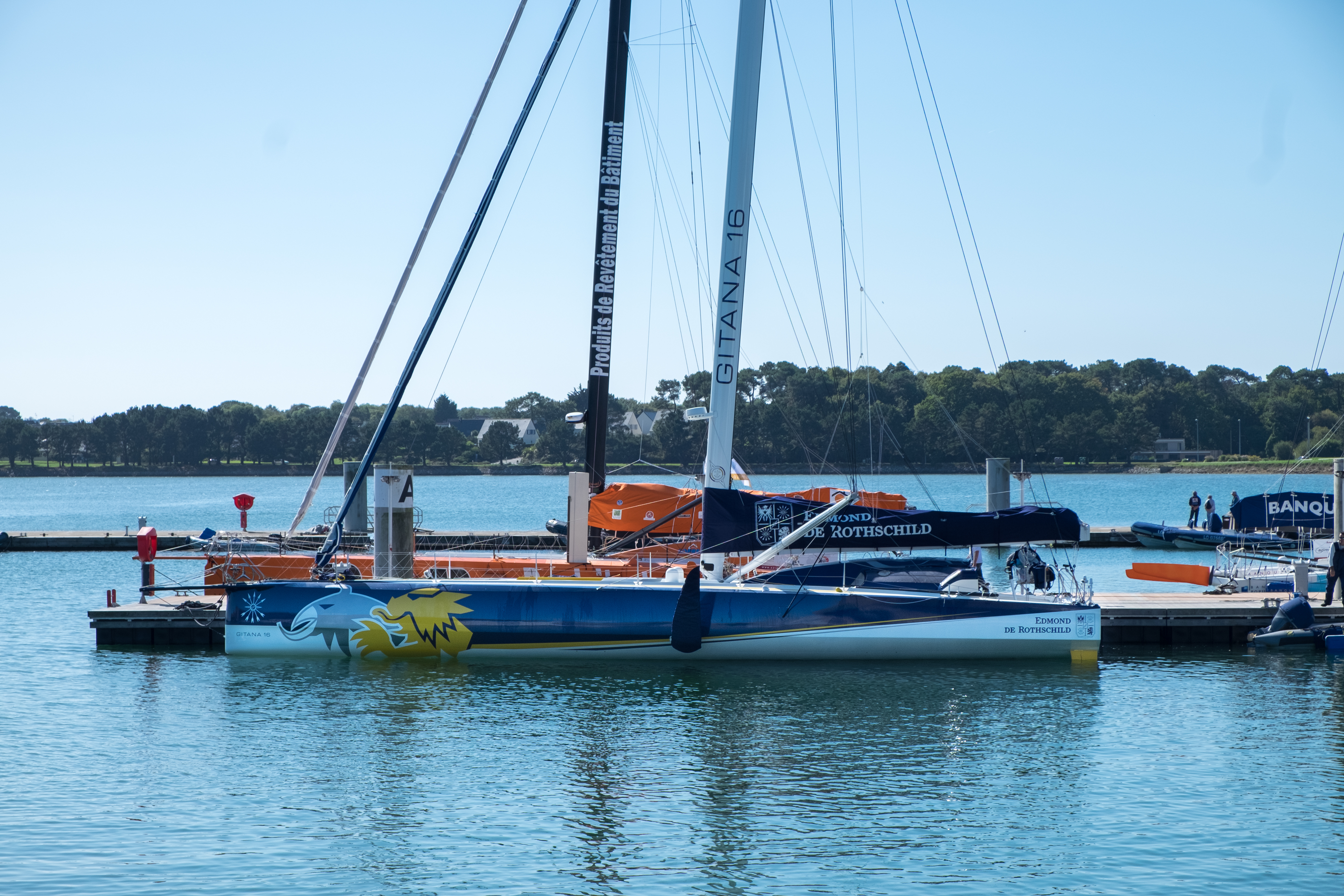
Gitana 16 à Lorient, en 2015.

Après un mois d'essais et de prise en main du nouveau voilier, Sébastien Josse termine à la sixième place du Défi Azimut 2015, couru en double avec Charles Caudrelier, avec qui il prend ensuite le départ de la Transat Jacques-Vabre 2015. Premier grand test océanique pour les nouveaux « bateaux à moustache », la transat en double part du Havre le 25 octobre. Gitana 16 est le plus rapide dans la sortie de la Manche mais, au sud de l'Irlande, l'attache en titane de l'outrigger bâbord se brise et une pièce du pied de mât est arrachée. Sébastien Josse décide alors, pour raisons de sécurité, d'abandonner.
Dès le retour du 60 pieds à Lorient, l'équipe technique de Gitana s'attache à le réparer pour permettre à Sébastien Josse d'être au départ de la Transat Saint Barth-Port la Forêt le 6 décembre. Le but est d'engranger de l'expérience en solitaire dans le grand large avant le Vendée Globe et de valider la qualification pour le tour du monde. Le skipper et le bateau arrivent à Gustavia moins de deux jours avant le départ. Seul « foiler » à courir la transat, Sébastien Josse arrive en vainqueur à Port-la-Forêt, avec près de trois jours d'avance sur son dauphin Fabrice Amedeo. Josse se montre particulièrement satisfait de la tenue du bateau au cours de la transat, malgré les conditions très dures rencontrées par la flotte, dont des vents à près de 60 nœuds à l'approche du cap Finisterre.

#### 2016

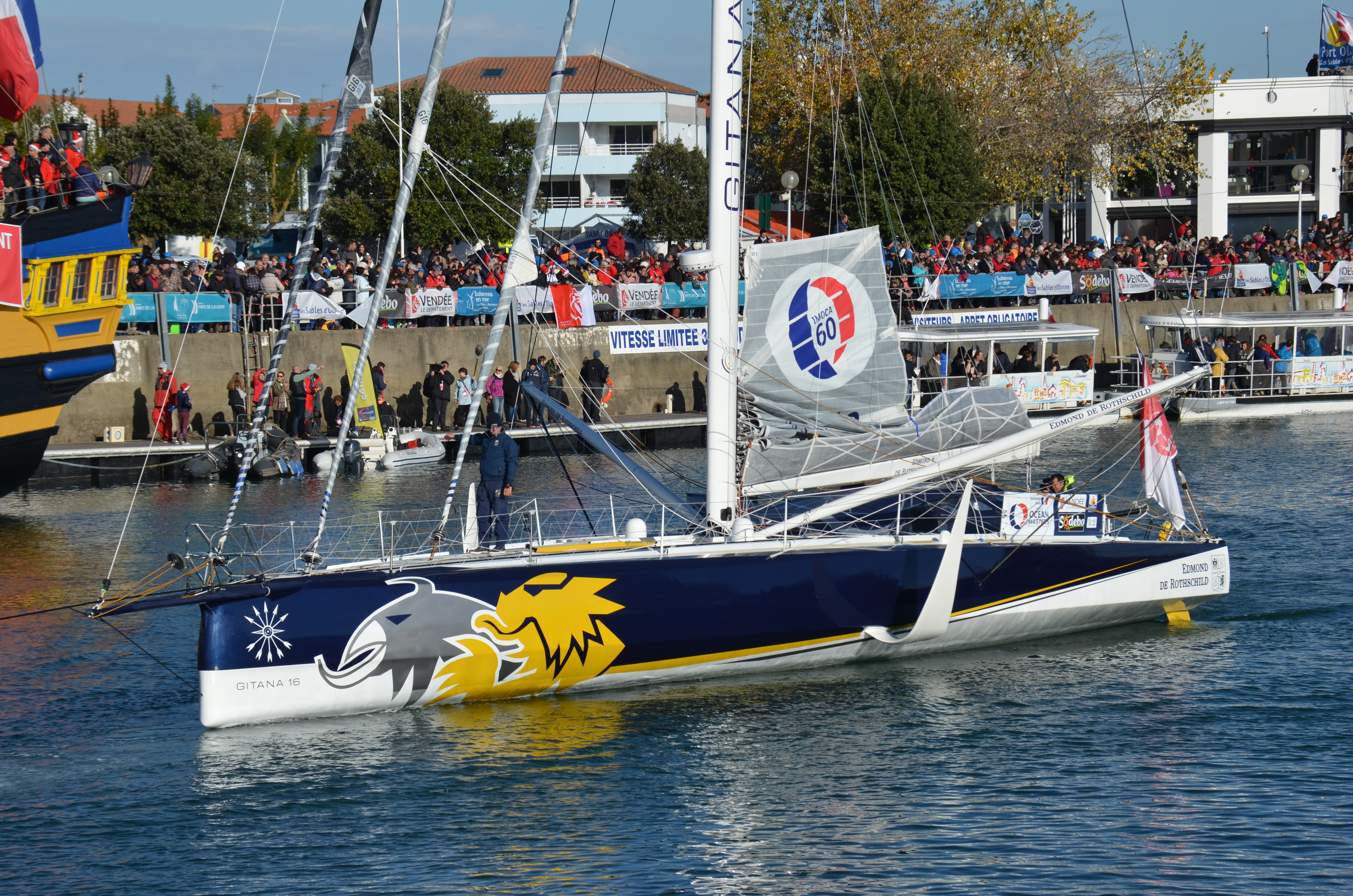
Gitana 16 au départ du Vendée Globe 2016-2017.

À l'issue de cette victoire, le chantier hivernal au cours des premiers mois de 2016 est consacré à la fiabilisation et à l'optimisation. Une nouvelle génération de foil a été conçue avec les architectes, permettant à Gitana 16 d'afficher une vitesse de croisière proche des 25 nœuds. La répartition des ballasts a également été modifiée dans le but d'affiner le réglage de l'assiette du voilier. Engagé sur la Transat anglaise 2016 dans le but de tester en conditions réelles ces modifications, il est contraint à l'abandon dès le troisième jour, en raison de la déchirure de sa grand-voile au large du cap Finisterre.
Le 6 novembre 2016, Gitana 16 et Sébastien Josse prennent le départ du Vendée Globe 2016-2017. Aux avant-postes pendant la descente de l'Atlantique, Josse passe le cap de Bonne-Espérance en troisième position, derrière Alex Thomson et Armel Le Cléac'h, dix-huit jours plus tard. Le 5 décembre, entre les îles Kerguelen et le cap Leeuwin, Gitana 16 est victime d'une avarie majeure de son foil bâbord. Contraint à l'abandon, Josse se dirige vers Fremantle, qu'il atteint le 10 décembre. Dans le port australien, le 60 pieds est démâté et déquillé, puis ramené par porte-conteneur en Europe, où il doit être vendu. Cette vente est sans rapport avec la désillusion du Vendée Globe. Il était prévu que le bateau soit vendu après la course, le Gitana Team ayant lancé en 2014 le projet accaparant et coûteux d'un maxi-trimaran.

### Malizia II - Yacht Club de Monaco

#### 2017
À son arrivée en France, Gitana 16 est préparé par le Gitana Team pour être remis à son nouveau propriétaire. Celui-ci est un promoteur immobilier de Stuttgart, Gerhard Senft, partenaire du skipper allemand Boris Herrmann. Le bateau a pour sponsor principal le Yacht Club de Monaco[réf. nécessaire]. Enregistré à Hambourg, il est loué au Team Malizia, fondé en 2016 par Pierre Casiraghi, vice-président du Yacht Club de Monaco, qui navigue avec Herrmann. Le bateau devient Malizia II.
Début août 2017, mené par Herrmann et Casiraghi, il dispute la Fastnet Race, sa première course officielle sous son nouveau nom. Il termine 3e de la catégorie Imoca. Fin août, il termine 2e en temps réel de la Palermo-Montecarlo (it). En novembre, Herrmann dispute la Transat Jacques-Vabre 2017, associé à Thomas Ruyant. Les deux hommes font un excellent début de course. Puis ils sont aux prises avec des avaries, en particulier de voile et d'électronique. Ils peuvent encore prétendre au podium de la catégorie Imoca à l'entrée du Pot au noir. Mais les trois premiers s'extirpent de cette difficulté juste avant qu'elle ne se referme sur Malizia II, qui finit 4e.

#### 2018
Au quatrième jour de la Route du Rhum 2018, le 7 novembre, Herrmann, 6e des Imoca, se décale sur la route nord, plus courte, mais avec un vent soutenu et une mer forte. Le 9 novembre, plus près de l'orthodromie, Malizia II prend la première place pour une dizaine d'heures. Mais sa trajectoire est bientôt barrée par l'anticyclone des Açores, qui s'étire d'ouest en est, prolongé par une dorsale jusqu'au nord du Maroc. Le 10 novembre, l'anticyclone se rétracte au sud-ouest. Herrmann peut tirer dans le sud, traversant la dorsale sans encombre. Le 11 novembre, il touche le portant et trace au sud-ouest pour recroiser avec la tête de la flottille Imoca. Il n'a finalement gagné qu'une place (il est 5e), mais elle est précieuse : les trois bateaux avec lesquels il faisait route avant son option éprouvent les pires difficultés à sortir de la dorsale. Malizia II a maintenant 447 milles d'avance sur eux. Le 17 novembre, il termine la course à la cinquième place du classement Imoca.

#### 2019
En août 2019, dans la Fastnet Race, mené par Boris Herrmann et Will Harris, Malizia II termine 8e de la catégorie Imoca.
La jeune écologiste suédoise Greta Thunberg, invitée à l'Onu par le secrétaire général António Guterres, se refuse à prendre l'avion. Le 14 août 2019, elle embarque à Plymouth à bord de Malizia II pour traverser l'Atlantique. Elle est accompagnée de son père et d'un caméraman. L'équipage est constitué de Boris Herrmann et de Pierre Casiraghi. Greta Thunberg doit s'accommoder de l'inconfort de Malizia II, qui ne comporte ni lit, ni douche fixe, ni lavabo, ni toilettes, ni installations de cuisson. Des matelas sont toutefois posés sur les bannettes masquées de rideaux pour créer un peu d'intimité durant cette traversée. Dans un souci de cohérence avec le message écologique de la jeune fille, l'électronique du bord n'est plus alimentée par le moteur (scellé au départ), mais seulement par les deux hydrogénérateurs et les panneaux solaires. Le bateau arrive à New York le 28 août.
Pour le retour, il est confié à Arno Böhnert, Stuart Mclachlan, Sharon Ferris-Choat (en) et Shane Diviney, dans l'objectif de battre le record de traversée de l'Atlantique en équipage. Il s'élance le 2 septembre. Mais une collision avec un objet flottant non identifié met fin à la tentative trois jours plus tard.
En novembre, dans la Transat Jacques-Vabre, Boris Herrmann et Will Harris terminent 12es.

### Seaexplorer-Yacht Club de Monaco
L'Imoca subit un important chantier d'hiver. Il est remis à l'eau fin mai 2020, avec pour nom Malizia III et pour nom de course Seaexplorer-Yacht Club de Monaco. Les transformations sont nombreuses. Le bateau gagne en puissance.
- La forme de l'étrave est optimisée. Elle est « bien aplatie et légèrement rehaussée à l'avant », pour qu'elle cesse de plonger dans les vagues[38].
- Une importante partie de la coque (8 m2), celle qui reçoit les chocs les plus violents, est refaite et renforcée[38].
- La section avant du rouf est agrandie. L'augmentation de volume, qui répond aux exigences de la jauge Imoca, permet au bateau de se redresser automatiquement en cas de chavirage[38].
- Le bateau est maintenant équipé de foils de dernière génération, plus grands que les précédents, qui vont soulever tout le poids du bateau. Ils sont déplacés de près d'un mètre vers l'avant. Il a fallu installer de nouveaux puits de foils et construire toute la structure qui supporte les puits[38].

#### Vendée-Arctique-Les Sables-d'Olonne
En juillet 2020, dans la Vendée-Arctique-Les Sables-d'Olonne, au huitième jour de course, Herrmann navigue en 2e position, lorsqu'il casse son hook de grand-voile. N'ayant pu réparer, il termine à la 7e place.

#### Vendée Globe 2020-2021
Le 30 novembre 2020, dans le sud-ouest du cap de Bonne-Espérance, Herrmann navigue en 8e position du Vendée Globe 2020-2021, lorsqu'il est dérouté pour retrouver Kevin Escoffier qui a fait naufrage. Trois navigateurs ayant participé aux recherches bénéficieront à l'arrivée d'une compensation en temps : Boris Herrmann (6 heures), Yannick Bestaven (10 heures et 15 minutes) et Jean Le Cam (16 heures et 15 minutes).

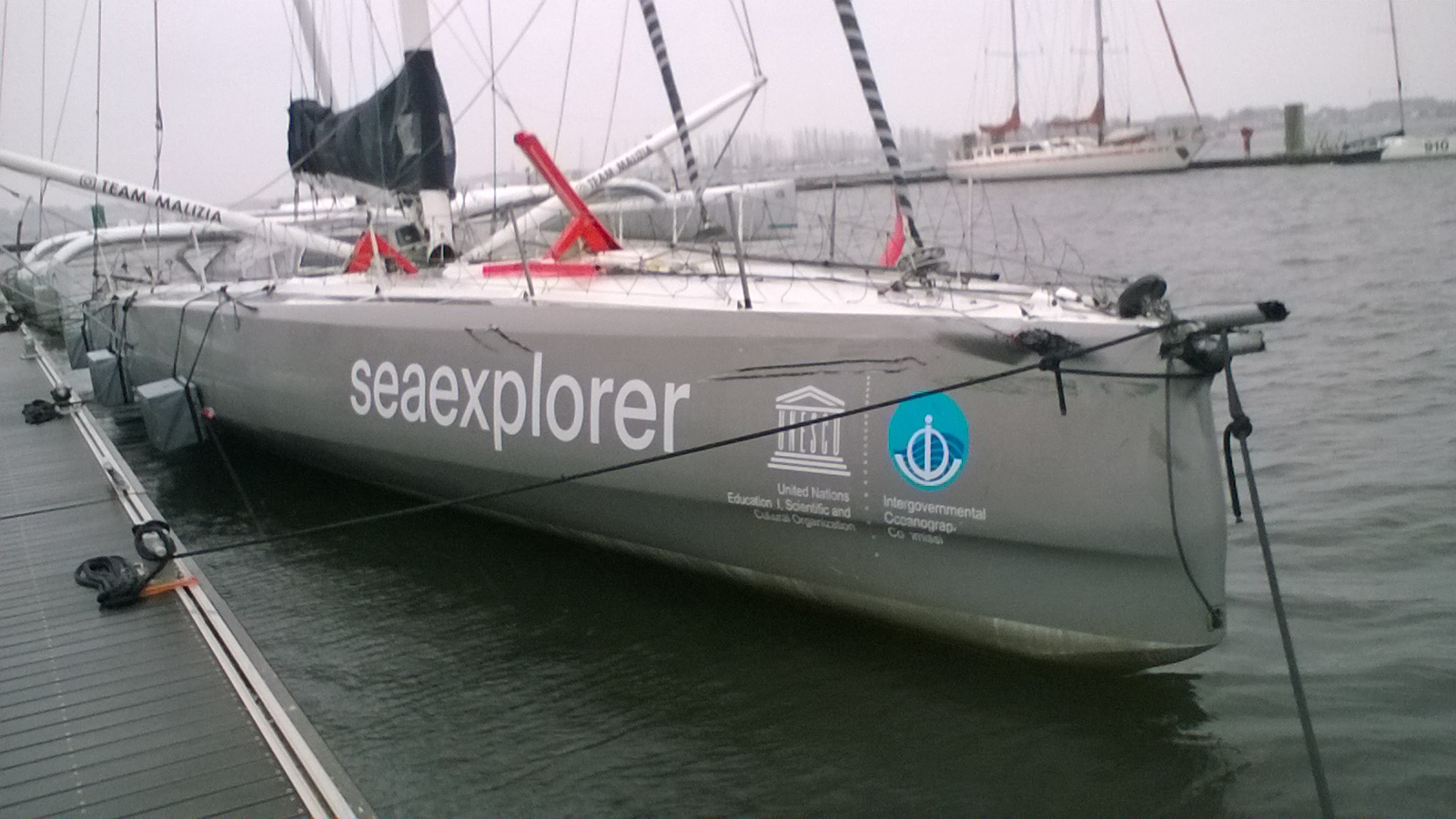
Seaexplorer-Yacht Club de Monaco à Lorient, après le Vendée Globe 2020-2021. On voit les dégâts occasionnés par la collision avec le palangrier.

En 10e position au cap Horn, Seaexplorer est 3e à l'équateur. Herrmann vient de remonter l'Atlantique sud en 11 jours, 18 heures et 22 minutes, battant le record détenu par Jean-Pierre Dick depuis la précédente édition (13 jours, 3 heures et 59 minutes).
Le 27 janvier 2021, à 90 milles de l'arrivée, Seaexplorer est le 3e sur l'eau et, par le jeu des compensations, en lutte pour être classé 2e, voire 1er. Il entre en collision avec un palangrier. Les dégâts sont importants. Les voiles sont déchirées, le bout-dehors est cassé, le balcon avant arraché, le foil tribord endommagé. Après une réparation de fortune, Seaexplorer termine la course à vitesse réduite. Il franchit la ligne en 4e position. La compensation de 16 heures et 15 minutes accordée à Le Cam vaut finalement à Herrmann d'être classé 5e.

### Fortinet-Best Western

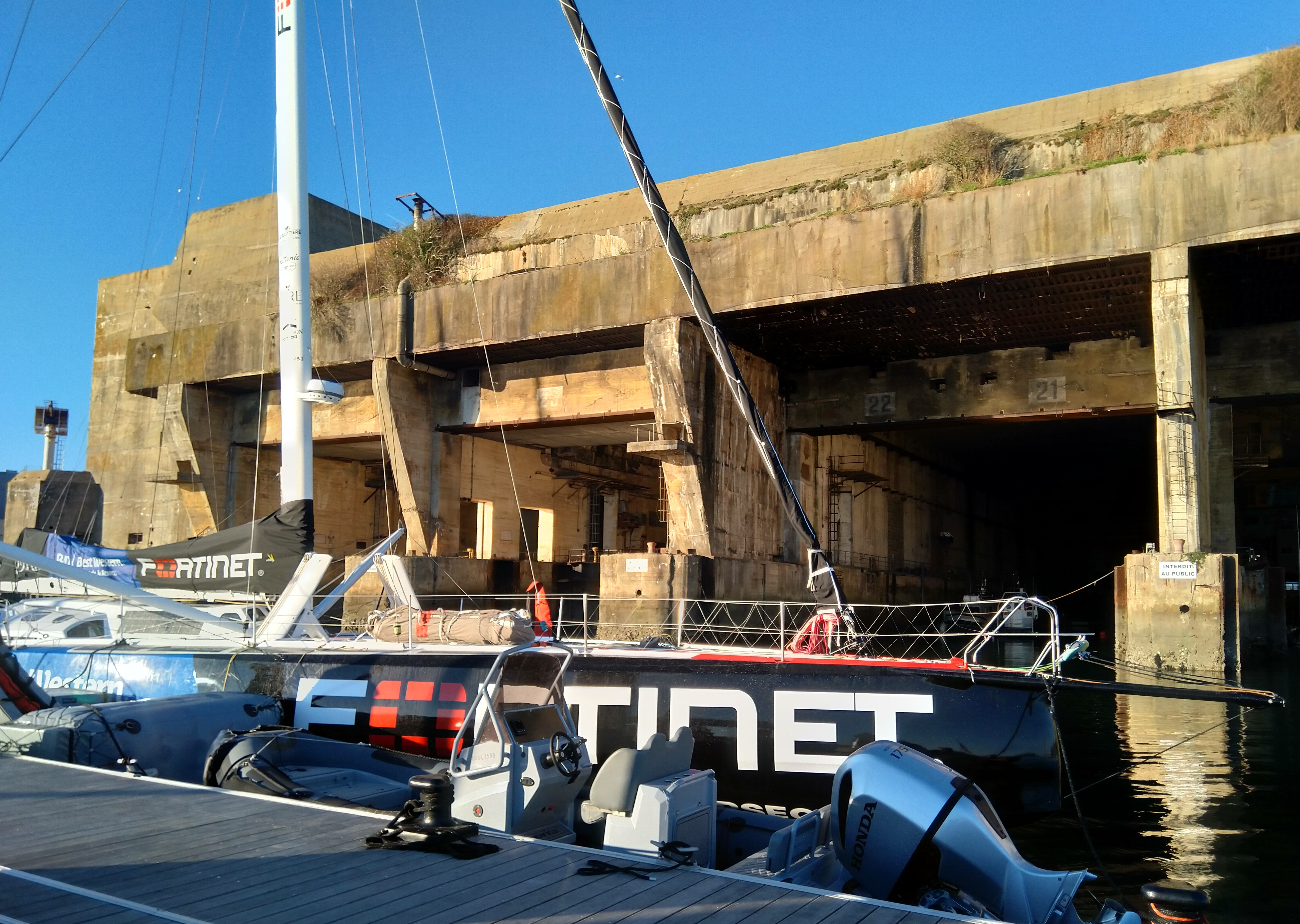
Fortinet-Best Western à Lorient en septembre 2022, pendant le Défi Azimut.

Tout de suite après le Vendée Globe, le bateau est acheté par Romain Attanasio. Réparé, devenu Fortinet-Best Western, il est remis à l'eau le 18 mai 2021,.

## Palmarès

### Gitana 16, barré par Sébastien Josse
- 2015 :
  - 6e du Défi Azimut, en double avec Charles Caudrelier
  - abandon dans la Transat Jacques-Vabre, en double avec Charles Caudrelier. Avaries multiples.
  - vainqueur de la Transat Saint-Barth-Port-la-Forêt, en 10 jours, 5 heures, 18 minutes et 17 secondes
- 2016 :
  - abandon dans la Transat anglaise. Grand-voile déchirée.
  - 2e de la Transat New York-Vendée, en 9 jours, 19 heures, 26 minutes et 49 secondes
  - abandon dans le Vendée Globe. Collision.

### Malizia II, barré par Boris Herrmann
- 2017 :
  - 3e de la catégorie Imoca dans la Fastnet Race, en double avec Pierre Casiraghi[22]
  - 2e en temps réel[23] de la Palermo-Montecarlo (it), avec équipage
  - 4e de la catégorie Imoca dans la Transat Jacques Vabre, en double avec Thomas Ruyant, en 14 jours 21 heures 31 minutes et 53 secondes[24]
- 2018 :
  - 7e de la Monaco Globe Series (course Imoca en double[49]), avec Pierre Casiraghi[50]
  - 5e de la catégorie Imoca dans la Route du Rhum[30]
- 2019 :
  - 8e de la catégorie Imoca dans la Fastnet Race, en double avec Will Harris[51]
  - 12e de la Transat Jacques-Vabre en double avec Will Harris[37]
- 2020 : 7e de la Vendée-Arctique-Les Sables-d'Olonne[40]
- 2021 :
  - Record de la remontée de l'Atlantique sud entre le Cap Horn et l'équateur sur le Vendée Globe (11 j, 18 h, 22 min)[44],[43]
  - 5e du Vendée Globe[43]

### Fortinet-Best Western, barré par Romain Attanasio
- 2021 :
  - 9e du Défi Azimut 2021
  - 7e de la Transat Jacques-Vabre en double avec Sébastien Marsset.
- 2022 :
  - 17e de la Vendée-Arctique
  - 8e du Défi Azimut 2022
  - 10e de la Route du Rhum 2022
- 2023 :
  - 10e de la Rolex Fastnet Race
  - 9e du Défi Azimut 2023
  - 17e de la Transat Jacques-Vabre 2023
  - 10e du Retour à la Base

- 2024 : 
  - 14e de la New York Vendée - Les Sables d'Olonne
  - abandon du Défi Azimut 2024. Démâtage, 7h30 après le départ, à 3h30.

- 2025 : 
  - 14e sur 40 du Vendée Globe en 83 jours 22 h 48 min 18 s[52]